# Pug (personaggio)
Pug, noto anche come Milamber (dopo essere stato portato dagli Tsurani sul loro mondo natale, Kelewan), è un personaggio immaginario che appare nei romanzi dello scrittore statunitense Raymond E. Feist. È il protagonista del primo romanzo di Feist, Il Signore della Magia, ed è inoltre uno dei personaggi principali degli altri due romanzi della saga di Riftwar. Appare anche nelle saghe di Serpentwar (non pubblicata in italiano), Riftwar Legacy (non pubblicata in italiano), Il conclave delle ombre e Darkwar Saga (non pubblicata in italiano).
È il mago più potente presente su Midkemia (il suo mondo natale) e Kelewan, a parte Macros il Nero, benché nel conclave delle ombre viene suggerito che i suoi poteri siano divenuti addirittura superiori a quelli del celebre mago in tunica marrone.

## Biografia
Pug è un bambino abbandonato da genitori ignoti in un monastero vicino Crydee, una città sulla costa nord-ovest del Kegno delle Isole. Da ragazzo è stato mandato al castello di Crydee ed adottato da Megar, la cuoca del castello, finendo per diventare il miglior amico del figlio di Megar: Tomas. 
All'età di 13 anni, mentre stava raccogliendo conchiglie sulla riva, Pug è stato sorpreso da una tempesta e mentre cercava rifugio è stato attaccato da un cinghiale. Il provvidenziale intervento di Meecham, un guardiacaccia, gli ha salvato la vita. Meecham lo condusse da Kulgan, il mago del quale era al servizio, che scoprì presto i poteri del giovane e, non senza qualche dubbio, lo volle come apprendista nel giorno della Scelta.
Sotto la capace guida di Kulgan, Pug fece notevoli progressi nello studio teorico della magia ma dal punto di vista pratico si è rivelato incapace di lanciare qualsiasi incantesimo, come se soffrisse di una forma di blocco mentale.
Come membro della corte a Pug vengono insegnate anche le basi dell'equitazione e, vista la sua bravura, viene scelto per accompagnare la Principessa Carline (figlia del Duca Borric, Signore di Crydee) in una gita a cavallo nelle campagne vicine al castello. Durante la gita i due ragazzi vengono attaccati da due troll e Pug riesce a difendere sé stesso e Carline lanciando il suo primo incantesimo spontaneamente, facendo contorcere di dolore i troll in un torrente e facendoli affogare. Successivamente Kulgan dirà che questa forma di magia non era nota su Midkemia e che lanciare un simile incantesimo senza un focus magico di qualche tipo avrebbe dovuto portare a causare un grande dolore a sé stesso invece che ai troll.
Al loro ritorno al castello Pug si è guadagnato l'affetto di Carline e la gratitudine di tutta la corte, specialmente del Duca che gli conferisce un titolo nobiliare e delle terre, che verranno custodite dalla corona fino alla sua maggiore età.
Successivamente e misteriosamente gli Tsurani invadono Crydee e Pug viene preso prigioniero e mandato su Kelewan come schiavo nelle paludi a tagliare alberi qui fa la conoscenza di Laurie, un menestrello originario di Midkemia e i due diventano molto amici. Vengono successivamente liberati dal clan Tsurani degli Shinzawai che cercava dei tutori Midkemiani per i figli. Durante la loro permanenza nella casa degli Shinzawai Pug e Laurie si trovano molto bene, arrivando quasi ad un rapporto di amicizia con i figli del signore Shinzawai ma non gli viene mai permesso di dimenticarsi che sono sempre e comunque schiavi. Qui Pug fa la conoscenza di Katala, un'altra schiava e i due si innamorano. Durante la visita di un mago Tsurani (fratello del signore della casata) viene alla luce il precedente addestramento di Pug e subito il ragazzo viene rivendicato dall'Assemblea, la casta di maghi al di sopra della legge presente su Kelewan. Pug viene addestrato per 4 anni come mago del Sentiero Maggiore facendolo emergere al di sopra degli altri maghi e sia il suo retaggio (Midkemiano) sia la sua storia (da schiavo a potente mago) lo rendono una persona molto nota. Viene rinominato Milamber e scopre anche quello che viene chiamato il "vero nome" che non deve essere mai rivelato a nessuno, altrimenti la persona che lo conosce avrà pieno potere su di te. Quel nome non è mai stato rivelato, è noto solo che significa "Colui che sta tra i mondi".
Pug prende quindi Katala in moglie (essendo, come mago, al di sopra della legge i precedenti padroni di Pug e Katala non possono opporsi) e si applica per porre fine alla guerra della fenditura. Grazie ai suoi poteri uniti a quelli di Macros il Nero (il più potente mago al mondo) sigilla la fenditura.
Al termine della guerra Pug viene ricompensato dal morente lord Borric con il cognome reale, adottando a tutti gli effetti il ragazzo orfano, e con l'isola di Stardock dove gli viene permesso di costruire la prima scuola di magia di Midkemia.
Le vicende a questo punto non vengono narrate ma si evincono da ciò che succede in seguito. La scuola si ingrandisce e accoglie tutte le persone dotate di poteri che vogliono farne parte, tra cui Rogen e Gamina un vecchio cieco con il dono della "seconda vista" e una bambina che può comunicare telepaticamente. I due sono decisivi nella lotta contro Murmandamus nella saga di Riftwar.
La scuola progredisce e durante i suoi studi Pug comprende che Nalar (il dio del male) potrebbe tornare sulla terra. Decide quindi, con i suoi amici più fidati, di fondare un'organizzazione segreta nota come "Il Conclave delle Ombre" che si erge ad estrema difesa contro Nalar. La fondazione del Conclave avviene al termine di Serpentwar.
Durante la sua vita Pug ha avuto 4 figli: Gamina, adottata che sposerà Jimmy la Mano ed entrambi troveranno la morte dopo aver salvato la città di Krondor distruggendola per buona parte in modo da eliminare l'esercito invasore comandato dal capitano Demone, la personificazione della Smeraldina Signora; William è il suo primo figlio, nato dal matrimonio con Katala, il quale non vuole intraprendere la carriera del mago nonostante Pug veda in lui un enorme potenziale. William sceglie di diventare un soldato e dopo aver lasciato Stardock la sua carriera militare cresce rapidamente.
Successivamente, molto dopo la morte di Katala per una malattia non meglio specificata, sposa Miranda la figlia di Macros il Nero, e i due hanno due figli: Magnus e Caleb. Magnus cresce nell'addestramento da mago e ne diventa un potente esponente, Caleb, invece, sembra non avere talento magico, nonostante ciò collabora con il Conclave grazie anche ai suoi anni di studio presso gli elfi.
Pug è l'autorità indiscussa del Conclave e stando a quanto dice Nakor è divenuto addirittura più potente di Macros stesso. Il più grande nemico del Conclave è il necromante Leso Varen, un tempo noto come Sidi. La prima volta che Pug e Sidi si scontrano è nella saga "Riftwar Legacy". I poteri del necromante fanno in modo di proteggere la sua anima quando il corpo viene distrutto consentendogli di tornare sempre in nuovi corpi per combattere il Conclave. La lotta di Pug per distruggere definitivamente Leso Varen è il tema principale nelle trilogie "Il Conclave delle Ombre" e "Darkwar Saga".
Nei romanzi de "Il Conclave delle Ombre" Pug riveste un ruolo secondario ma torna in primo piano nella saga di Darkwar. A seguito del ritrovamento del misterioso artefatto chiamato Talnoy ne "L'esilio del tiranno" Pug capisce che vi è il rischio di un'imminente invasione da parte di una razza aliena chiamata Dasati. Pug insieme con suo figlio Magnus, Nakor ed il misterioso Ralan Bek, viaggiano fino al secondo reame (patria dei Dasati) per impedire l'invasione. Nel frattempo Leso Varen è apparentemente in combutta con i Dasati per distruggere il Conclave e diventare il dominatore supremo di Midkemia.
Al termine della saga di Darkwar Leso Varen e definitivamente distrutto da Nakor, il quale rimuove dal cuore del necromante un cristallo nero chiamato "The Godkiller" (l'ammazzadei) e lo usa per uccidere il signore dei Dread che stava manipolando i Dasati per invadere Midkemia nel tentativo di entrare in questo universo per assorbirne la forza vitale come aveva fatto precedentemente in un altro reame, come viene mostrato a Pug da Banath, il dio dei ladri di Midkemia. Nel momento stesso in cui Nakor scaglia il Godkiller verso il signore dei Dread, Pug, che in quel momento si trovava sul pianeta Kelewan, creò una fenditura tra Kelewan e la sua luna facendola cadere sul pianeta e distruggendolo mentre il signore dei Dread vi entrava attraverso la fenditura appena creata.
Nel primo romanzo della saga di Demonwar la moglie di Pug, Miranda, insieme con loro figlio Caleb e buona parte della famiglia di quest'ultimo, vengono uccisi durante un attacco di demoni sull'isola del mago. Pug e Magnus sono devastati dalla perdita ma si rendono conto che devono proseguire nella lotta contro le forze del male oppure tutto ciò che conoscono verrà prima o poi distrutto. Pug è consapevole che vedrà tutti i suoi cari morire prima di lui, infatti è questo il patto che fece con Lims-Kragma, la dea della morte, dopo essere stato ferito dal capitano Demone durante l'invasione dell'esercito della Signora di Smeraldo.

## Teletrasporto
Nella saga di Serpentwar sembra che Pug impari a teletrasportarsi senza l'uso di strumenti da sua moglie Miranda. In libri più recenti, nello specifico la saga di Darkwar, invece, non usa tale potere. Ad ogni modo nel libro "Into a Dark Realm" (secondo della saga di Darkwar) usa il teletrasporto per sfuggire alla trappola di uno schiavista, appare quindi evidente che abbia nuovamente quel potere. Pug è in grado di teletrasportarsi "a vista" nel senso che deve effettivamente vedere il luogo dove apparirà oppure deve conoscerlo molto bene (come spiegato nella saga di Riftwar) ma non è in grado di andare in un posto che non ha mai visto prima come, invece, possono fare sua moglie Miranda e suo figlio Magnus, anche se l'ha imparato come descritto nella saga di Serpentwar.
Nel primo libro della saga di Demonwar, Rides a Dread Legion, Pug stesso si rende conto che teletrasportarsi senza conoscere la destinazione richiede tutta la sua concentrazione, mentre sembra che Miranda e Magnus ne siano in grado senza sforzo.

## I poteri di Pug e le limitazioni di Feist
Al termine della saga di Riftwar, Pug è divenuto uno degli essere più potenti dell'universo di Feist ed appare, in un modo o nell'altro, in quasi tutti i suoi romanzi. Alcuni lo vedono protagonista, altri più in secondo piano, come i romanzi con le avventure di Arutha e Jimmy la Mano. Per necessità questi ultimi vedono i protagonisti affrontare nemici di più modesta entità dei primi in quanto se Pug potesse usare appieno i suoi poteri potrebbe facilmente sistemare la maggior parte dei problemi presentati. Feist deve quindi costantemente limitare l'apparizione di Pug a situazioni in cui è veramente richiesto, lasciandogli il resto del tempo per studiare od occuparsi di "altri problemi"